# ウルフウォーカー
『ウルフウォーカー』（Wolfwalkers）は、トム・ムーアとロス・スチュワートが監督した2020年のアニメーションファンタジーアドベンチャー映画 。
カートゥーン・サルーンとメルシーヌプロダクションが率いる国際共同制作。
『ブレンダンとケルズの秘密』（2009年）と『ソング・オブ・ザ・シー 海のうた』（2014年）に続くムーアの「ケルト三部作」の3番目で最後の作品。

## あらすじ
1650年、アイルランドの町キルケニー。
イングランドからオオカミ退治の為にやってきたハンターを父に持つ少女ロビン。ある日、森で偶然友だちになったのは、人間とオオカミがひとつの体に共存し、魔法の力で傷を癒すヒーラーでもある “ウルフウォーカー”のメーヴだった。
メーヴは彼女の母がオオカミの姿で森を出ていったきり、戻らず心配でたまらないことをロビンにうちあける。母親のいない寂しさをよく知るロビンは、母親探しを手伝うことを約束する。翌日、森に行くことを禁じられ、父に連れていかれた調理場で、掃除の手伝いをしていたロビンは、メーヴの母らしきオオカミが檻に囚われていることを知る。
森は日々小さくなり、オオカミたちに残された時間はわずかだ。ロビンはなんとしてもメーヴの母を救い出し、オオカミ退治を止めなければならない。それはハンターである父ビルとの対立を意味していた。それでもロビンは自分の信じることをやり遂げようと決心する。そしてオオカミと人間との闘いが始まろうとしていた。

## 登場人物と声優
ロビン（Robyn Goodfellowe）
声 - オナー・ニーフシー（Honor Kneafsey） / 新津ちせ
ハンターの見習い少女。ロビンは非常に有能で責任感があり、自分自身を証明したいと思っている。
はじめの設定は男の子だったが、社会の常識に異を唱えることやハンターになるという夢は男の子よりも女の子の方が難しいこと、また前の2作品の主人公が男の子なので女の子になった。名前はイギリスの妖精に由来する。シェイクスピアの『真夏の夜の夢』の妖精パックも、ロビン・グッドフェロー。
メーヴ（Mebh）
声 - エヴァ・ウィッテカー（Eva Whitaker） / 池下リリコ
ウルフウォーカー。純粋で野性的な性格。自信に満ちた行動をしているように見えるが、母の帰りを待ち寂しい思いをしていた。髪に飾られるオレンジ色の花はキンセンカ（カレンデュラ）。薬草にもなる。
メーヴとは北アイルランドのアルスター神話に登場する女王の名。とても古い名前で、アイルランドを二分する戦いを引き起こし、英雄的な人物として知られている。「ロビン＝イングランド/人間界」とすると「メーヴ＝アイルランド/自然界」の象徴。
マーリン（Merlyn）
ロビンの相棒。コチョウゲンボウというハヤブサの仲間。
アーサー王物語に登場する魔法使いの名でもある。イギリスの民話に紐づく。
ビル（Bill Goodfellowe）
声 - ショーン・ビーン（Sean Bean） / 井浦新
ロビンの父。ウルフハンター。彼は亡くなった妻と交わした娘を守るという約束を完遂するため、権力からの命令に従う。
モル（Moll）
声 - マリア・ドイル・ケネディ（Maria Doyle Kennedy） / 櫻井智
メーヴの母。ウルフウォーカー。
護国卿が家父長制の人物である場合、モールは古代の強力な母性精神を表している。
護国卿
声 - サイモン・マクバーニー（Simon McBurney） / 西垣俊作
敬虔なキリスト教徒（ピューリタン）、自分の使命は絶対と信じている。
モデルはオリバー・クロムウェル。護国卿とは王に代わって執政を行う役職。

## スタッフ
監督
トム・ムーア（Tomm Moore）
ロス・ステュアート（Ross Stewart）
脚本
ウィル・コリンズ（Will Collins）
製作
ポール・ヤング（Paul Young）
ノラ・トゥーミー（Nora Twomey）
トム・ムーア（Tomm Moore）
ステファン・ローランツ（Stephan Roelants）

### 音楽
音楽
ブリュノ・クレ（Bruno Coulais）
キーラ（KiLa）
楽曲
オーロラ
マリア・ドイル・ケネディ（Maria Doyle Kennedy）
ソフィア・クレ（Sofia Coulais）
字幕翻訳
稲田嵯裕里
吹替翻訳
新田千枝子
後援
駐日アイルランド大使館

## リリース
この映画は、2020年9月12日に開催された第45回トロント国際映画祭で世界初公開された。
劇場では10月26日にイギリスで、11月13日にアメリカとカナダで公開。アイルランドでの劇場公開は英国と同じ日に計画されていたが、COVID-19のパンデミックのために全国の映画館が強制的に閉鎖され延期、12月2日にリリースされた。日本では2020年10月30日（金）株式会社チャイルド・フィルム配給のもと、YEBISU GARDEN CINEMAほか全国に順次ロードショー展開されている（2021年2月22日現在）。
12月11日にApple TV+でデジタルリリース。  

## 評価

### 称賛
Metacriticは、さまざまな批評家の年末のトップリストを要約し、『ウルフウォーカー』を全体で26位にランク。IndieWireの231人の批評家の世論調査では、2020年のベストムービーに『ウルフウォーカー』が含まれ、32位にランクイン 。

## 受賞
| 賞                                   | 日付           | 部門                                     | 受賞者                                                                                         | 結果       | 出展   |
| ------------------------------------ | -------------- | ---------------------------------------- | ---------------------------------------------------------------------------------------------- | ---------- | ------ |
| AFIフェスティバル                    | 2020年10月23日 | ナラティブ                               | - トム・ムーア - ロス・スチュアート                                                            | 優勝       | [ 23 ] |
| 女性映画ジャーナリスト同盟           | 2021年1月4日   | 最優秀長編アニメーション映画賞           | ウルフウォーカー                                                                               | ノミネート | [ 24 ] |
| 女性映画ジャーナリスト同盟           | 2021年1月4日   | 最優秀アニメーション女性                 | エヴァ・ウィッテカー                                                                           | ノミネート | [ 24 ] |
| 女性映画ジャーナリスト同盟           | 2021年1月4日   | 最優秀アニメーション女性                 | オナー・ニーフシー                                                                             | ノミネート | [ 24 ] |
| ボストン映画批評家協会               | 2020年12月13日 | 最優秀アニメーション映画賞               | ウルフウォーカー                                                                               | 準優勝     | [ 25 ] |
| シカゴ映画批評家協会                 | 2020年12月21日 | 最優秀アニメーション映画賞               | ウルフウォーカー                                                                               | 受賞       | [ 26 ] |
| 批評家チョイススーパーアワード       | 2021年1月10日  | 最優秀アニメーション映画賞               | ウルフウォーカー                                                                               | ノミネート | [ 27 ] |
| 批評家チョイススーパーアワード       | 2021年1月10日  | 最優秀声優賞                             | オナー・ニーフシー                                                                             | ノミネート | [ 27 ] |
| 批評家チョイススーパーアワード       | 2021年1月10日  | 最優秀声優賞                             | エヴァ・ウィッタカー                                                                           | ノミネート | [ 27 ] |
| ダラス・フォートワース映画批評家協会 | 2021年2月10日  | 最優秀アニメーション映画賞               | ウルフウォーカー                                                                               | 準優秀     | [ 28 ] |
| ダブリン映画批評家サークル賞         | 2020年12月18日 | 最優秀アイルランド映画賞                 | ウルフウォーカー                                                                               | 受賞       | [ 29 ] |
| フロリダ映画批評家サークル賞         | 2020年12月21日 | 最優秀 アニメーション映画賞              | ウルフウォーカー                                                                               | 準優勝     | [ 30 ] |
| ゴールデングローブ賞                 | 2021年2月28日  | 最優秀アニメーション映画賞               | ウルフウォーカー                                                                               | ノミネート | [ 31 ] |
| ゴッサム・インディペンデント映画賞   | 2021年1月11日  | 最優秀国際長編映画賞                     | - トム・ムーア - ロス・スチュアート - ポール・ヤング - ノラ・トゥーミー - ステファン・ローラン | ノミネート | [ 32 ] |
| ハリウッドメディア音楽賞             | 2021年1月27日  | オリジナルスコアアニメーション映画       | ブリュノ・クレ                                                                                 | ノミネート | [ 33 ] |
| ヒューストン映画批評家協会           | 2021年1月18日  | 最優秀アニメーション映画賞               | ウルフウォーカー                                                                               | ノミネート | [ 34 ] |
| 国際映画音楽批評家協会               | 2021年2月18日  | アニメーション映画最優秀オリジナルスコア | ブリュノ・クレ                                                                                 | 受賞       | [ 35 ] |
| インディワイア批評家                 | 2020年12月14日 | 最優秀国際長編                           | ウルフウォーカー                                                                               | 7位        | [ 36 ] |
| ロンドン批評家協会映画賞             | 2021年2月7日   | 技術功労賞                               | - トム・ムーア - ロス・スチュアート                                                            | ノミネート | [ 37 ] |
| ロサンゼルス映画批評家協会           | 2020年12月20日 | 最優秀アニメーション賞                   | ウルフウォーカー                                                                               | 受賞       | [ 38 ] |
| ナショナルボードオブレビュー         | 2021年1月26日  | トップ10                                 | ウルフウォーカー                                                                               | 受賞       | [ 39 ] |
| ニューヨーク映画批評家協会賞         | 2020年12月18日 | 最優秀アニメーション賞                   | ウルフウォーカー                                                                               | 受賞       | [ 40 ] |
| オンライン映画批評家協会             | 2021年1月25日  | 最優秀長編アニメーション賞               | ウルフウォーカー                                                                               | ノミネート | [ 41 ] |
| サンディエゴ映画批評家協会           | 2021年1月11日  | 最優秀アニメーション賞                   | ウルフウォーカー                                                                               | 受賞       | [ 42 ] |
| サテライト賞                         | 2021年2月15日  | 最優秀アニメーション混合メディア映画賞   | ウルフウォーカー                                                                               | 受賞       | [ 43 ] |
| サンフランシスコベイエリア           | 2021年1月18日  | 最優秀アニメーション賞                   | ウルフウォーカー                                                                               | ノミネート | [ 44 ] |
| シアトル映画批評家協会               | 2021年2月15日  | 最優秀長編アニメー映画賞                 | ウルフウォーカー                                                                               | 受賞       | [ 45 ] |
| セントルイス映画批評協会             | 2021年1月17日  | 最優秀アニメーション賞                   | ウルフウォーカー                                                                               | ノミネート | [ 46 ] |
| トロント映画批評家協会               | 2021年2月7日   | 最優秀アニメーション                     | ウルフウォーカー                                                                               | 受賞       | [ 47 ] |
| ワシントンD.C.エリア映画批評家協会   | 2021年2月8日   | 最優秀アニメーション賞                   | ウルフウォーカー                                                                               | ノミネート | [ 48 ] |
| ワシントンD.C.エリア映画批評家協会   | 2021年2月8日   | 声優パフォーマンス賞                     | オナー・ニーフシー                                                                             | ノミネート | [ 48 ] |